# 孔撒语
孔撒语（Kongsat；su55 ma33），也称Suma，是老挝北部一种彝语。
孔撒语分布在乌多姆塞省纳莫县Sutko村(Kato 2008)。